# Лаговский, Игорь Константинович
И́горь Константи́нович Лаго́вский (5 июня 1922, Кинешма, СССР — 28 сентября 2013, Москва, Российская Федерация) — советский и российский журналист, писатель, член Союза журналистов России. Главный редактор журнала «Наука и жизнь» (1980—2008)

## Биография
Родился 5 июня 1922 года в Кинешме Ивановской области.
В 1940 году окончил с отличием среднюю школу № 149 в посёлке Сокол.
Окончил первый курс МИС, но в связи с началом Великой Отечественной войны ему пришлось прервать учёбу.
С 1942 года — участник войны. Был командиром отделения связи в зенитно—прожекторных войсках, защищал небо столицы.
В 1951 году окончил факультет тепловых и гидравлических машин МВТУ имени Баумана.
После окончания учёбы работал инженером-конструктором на Трубомоторном заводе в городе Свердловске. С 1953 года — в Научно—исследовательской лаборатории двигателей в Москве.
С 1951 года также работал в научно-популярных журналах «Техника-молодёжи» и «Вожатый».
С 1956 года работал в журнале «Юный техник», был сначала литературным сотрудником, затем стал заместителем главного редактора.
В 1960 году начал работу в журнале «Наука и жизнь». Работал ответственным секретарём, с 1961 года — заместителем главного редактора. В 1980 году стал главным редактором этого журнала.
Лаговский — автор многочисленных научно-популярных статей и заметок в журнале, неоднократно переиздававшейся книги «Твое свободное время». Под псевдонимом И. Константинов вёл рубрики «Психологический практикум», «Математические досуги»,
«Логические игры», «Головоломки».
В 2008 году покинул пост главного редактора издания. Был членом Союза журналистов России, Союза журналистов города Москвы.
Умер 28 сентября 2013 года в Москве. Похоронен на Пятницком кладбище.

## Награды
- Орден Отечественной войны 2-й степени (04.06.1985)[3]
- Орден Трудового Красного Знамени
- Орден «Знак Почёта»
- Заслуженный работник культуры РСФСР (1967 год)[4]
- Медаль «Символ Науки»
- другие награды